# World Basketball Manager
World Basketball Manager (WBM) est un jeu vidéo qui donne au joueur la possibilité de diriger l'équipe de basket-ball de son choix. Ce jeu de management de basket-ball n’est donc pas seulement orienté vers la NBA, mais il est international.
Il contient une base de données de plus de 9600 joueurs, 650 équipes et 1000 managers de 194 pays différents. Pour que cette base de données reste d'actualité chaque année, les utilisateurs ont créé un réseau de chercheurs qui mettent à jour les données. Ceci est très important, car le jeu est commercialisé avec une base de données ne contenant que des faux noms pour tous les joueurs, équipes et managers. Cette base de données est donc à l'heure actuelle une référence pour les fans de basket du monde entier puisque proposant les vrais noms.

## Dispositifs
- Le principe est similaire à celui des jeux de management de football. 

- L’utilisateur peut diriger des clubs et des équipes nationales en même temps. 

- L'algorithme utilisé par WBM rend le jeu très réaliste.  

- La plus grande et complète base de données de basket au monde. 

- Très facile à apprendre et à jouer. 

- L’éditeur de données permet au joueur de modifier les caractéristiques de n'importe quel joueur. 

- Le jeu est disponible en anglais, français, allemand, italien, lituanien, turc, portugais et espagnol.

## Histoire
WBM est développé par icehole, une équipe de développement située à Athènes (Grèce).  Le jeu est lancé en 2001 sous le nom de Basketball Manager et incluant uniquement la ligue grecque de basket. L’année suivante une nouvelle version voit le jour et contient 5 pays de plus : Italie, France, Espagne, Allemagne et Israël. En 2004 le jeu apparait pour la première fois sous le nom de World Basketball Manager. Cette version est plus complète et inclut les 62 plus importants tournois de basket-ball à travers 94 pays différents. Cette même version est aussi commercialisée en 2005 en chinois et allemand pour les marchés locaux. En 2007 la dernière version incluait 7 langues de plus, anglais, français, allemand, italien, lituanien, portugais et espagnol (mais pas le grec).

## Futur de WBM
Bien que WBM soit sur le marché depuis plusieurs années, il n’a pas réussi à avoir une distribution mondiale. Il en résulte une base de supporteurs réduite mais très fidèle. Ceci permet à WBM de survivre, mais de ne se développer que très lentement. Pour la saison 2007-2008 icehole a annoncé une nouvelle version du jeu avec de formats de ligues mis à jour et beaucoup de nouvelles fonctions.